# Nicole Vedrès
Nicole Vedrès (* 4. Mai 1911 in Paris; † 20. November 1965 ebenda; eigentlich Nicole Rais), anderslautender Schreibweisen zufolge Nicole Védrès, Nicole Vèdrès, Nicole Vèdres beziehungsweise Nicole Vedres, war eine französische Schriftstellerin, Filmregisseurin und Filmtheoretikerin. Internationale Bekanntheit erlangte sie insbesondere durch ihr Dokumentarfilmdebüt Paris 1900 (1947).

## Leben
Nicole Vedrès wurde 1911 in Paris als Tochter von J. Rais und dessen Ehefrau Ludmila (Geburtsname: Savitzky) geboren. Ihr Vater war Bibliothekar im Pariser Abgeordnetenhaus. Sie studierte an der Universität von Paris Literatur- und Rechtswissenschaft. 1932 heiratete sie G. Vedrès, dessen Namen sie annahm. Die Autorin wurde Mitglied des Pariser Intellektuellenzirkels und entdeckte das Medium Film im Jahr 1945, als sie für Henri Langlois, Begründer der Cinémathèque française, Bilder des französischen Kinos für eine Ausstellung zusammentrug. Vedrès’ Arbeit mündete in ein Buch mit dem Titel Images du cinéma français, das im selben Jahr von der Éditions du Chêne verlegt und mit einem Vorwort von Paul Éluard versehen wurde.
Etwa zur gleichen Zeit erhielt Vedrès von dem Filmproduzenten Pierre Braunberger den Auftrag einen Dokumentarfilm über das Pariser Fin de siècle zu realisieren. Das entstandene Werk Paris 1900 porträtiert den sozialen und kulturellen Wandel, der von 1900 bis 1914 in der französischen Hauptstadt herrschte. Die geschnittenen Archivaufnahmen des damals noch unbekannten Alain Resnais zeigen, zur Musik von Guy Bernard und der Stimme Nicole Vedrès', Einblicke in die Weltausstellung von 1889, den Bau des Eiffelturms, das Künstlerviertel Montmartre und Frankreichs Eintritt in den Ersten Weltkrieg. Ihr Regiedebüt wurde in Frankreich von der Kritik begeistert aufgenommen und 1947 mit dem renommierten Louis-Delluc-Preis ausgezeichnet. Zwei Jahre später folgte der Preis der Vereinigung der französischen Filmkritiker für den besten Film des Jahres. In Deutschland lobte der film-dienst das Bildmaterial und Vedrès eigenwillige Gestaltung, in den Vereinigten Staaten wurde Paris 1900 1950 von der National Board of Review als bester ausländischer Film nominiert, hatte aber gegenüber Curt Oertels Dokumentarfilm Michelangelo – Das Leben eines Titanen (1940) das Nachsehen.
Nach dem großen Erfolg von Paris 1900 folgte ein Jahr später der Dokumentarfilm Das Leben beginnt morgen, der in Zusammenarbeit mit der UNESCO entstand. In Vedrès’ erster semifiktionaler Arbeit lernt ein junger Mann aus der französischen Provinz prominente Künstler und Intellektuelle kennen, die über das Leben in der Gegenwart und Zukunft philosophieren. Zu Wort kommen unter anderem Jean-Paul Sartre, Le Corbusier, André Gide und Pablo Picasso, die entsprechend ihrem Betätigungsfeld im Film nur als „Existenzialist“, „Architekt“, „Autor“ oder „Künstler“ betitelt werden. Der film-dienst bewertete Das Leben beginnt morgen als aufschlussreiches Zeitdokument und assistierte dem 87-minütige Dokumentarfilm eine reizvolle dramaturgische und gleichzeitig spannende Gestaltung. Die zweite Regiearbeit der überzeugten Kommunistin war 1951 für den British Film Academy Award in der Kategorie Bester Dokumentarfilm nominiert, konnte sich aber nicht gegen Paul Dicksons Werk The Undefeated durchsetzen.
Nach dem Kurzfilm Amazone (1951) und der Zusammenarbeit mit Jean Rostand an dem Kurzfilm Aux Frontières de l’Homme (1953) wandte sich Nicole Vedrès 1953 dem Fernsehen zu, wo sie gemeinsam mit Pierre Desgraupes und Pierre Dumayet die Literatursendung Lecture pour tous (zu dt.: Literatur für alle) moderierte. Parallel zu ihrer Arbeit im Film und Fernsehen gab sie mehrere Veröffentlichungen heraus, darunter einige Romane, die von der zeitgenössischen Kritik als „fröhlich, ungewöhnlich und charmant“ rezipiert wurden.
Vedrès starb im Jahr 1965 im Alter von 54 Jahren in ihrer Heimatstadt. Aus ihrer Ehe stammte ein Sohn. Postum erschienen von ihr 1966 das Theaterstück Les Canaques sowie 2000 das Werk Microclimats.

## Werke
- 1943: Un siècle d’élégance française (Essay)
- 1945: Images du cinéma français (Essay)
- 1945: La sculpture en France depuis Rodin (Essay)
- 1946: La labyrinthe; ou, Le jardin de Sir Arthur (Roman)
- 1948: Christophe, l’allié du destin
- 1953: Christophe; ou, Le choix des armes (Roman)
- 1953: Les Cordes rouges (Roman)
- 1958: L’exécuteur (Roman)
- 1958: Paris, le... (Chronik)
- 1960: La bête lointaine (Roman)
- 1960: Suite parisienne
- 1961: Les Abonnés absents
- 1962: La Fin de septembre (Roman)
- 1962: L’horloge parlante
- 1963: L’Hôtel d’Albe
- 1963: Point de Paris
- 1965: Paris 6e (Roman)
- 1966: Les Canaques (Theaterstück)
- 2000: Microclimats

## Filmografie
- 1947: Paris 1900 (Dokumentarfilm)
- 1949: Das Leben beginnt morgen (La Vie commence demain, Dokumentarfilm)
- 1951: Amazone (Kurzfilm)
- 1953: Aux Frontières de l’Homme (Kurzfilm)

## Auszeichnungen
- 1947: Louis-Delluc-Preis für Paris 1900 (Kategorie: Bester Film)
- 1949: Association Française de la Critique de Cinéma – Prix Méliès

### Primärliteratur
- Védrès, Nicole: Le cinéma et le piège de la réalité. In: Bovay, Georges Michel: Cinéma : un oeil ouvert sur le monde. Lausanne: Editions Clairefontaine, 1952. (frz. Ausgabe)

### Sekundärliteratur
- Katz, Ephraim: The Macmillan international film encyclopedia. New York, NY: Macmillan, 1994. ISBN 0-333-61601-4 (engl. Ausgabe)
- Passek, Jean Loup: Dictionnaire du cinéma. Paris: Larousse-Bordas, 1998. - ISBN 2-03-512317-8 (frz. Ausgabe)